# 唐集镇 (怀远县)
唐集镇，是中华人民共和国安徽省蚌埠市怀远县下辖的一个乡镇级行政单位。

## 行政区划
唐集镇下辖以下地区：
唐集村、武杨村、翟陈村、朱疃村、李桥村、李圩村、杨村、潘集村、石庙村、赵圩村、山后村、何巷村、耿集村、山前村、骑龙村、牛圩村、计集村、黄圩村、汪街村、华光村和路庙村。